# Liste des épisodes de la série Faits divers
Pour un article plus général, voir Liste des épisodes de la série Les Maîtres du mystère.
Cet article présente une liste des épisodes de la série Faits divers.

## Faits divers
Les diffusions ont eu lieu le mardi.

### 1953
| Date de diffusion | Statut   | Auteur             | Titre                                                | Auteur adapté      | Titre adapté | Notes |
| ----------------- | -------- | ------------------ | ---------------------------------------------------- | ------------------ | ------------ | ----- |
| 13 octobre 1953   | 1re diff |                    | Les perles sont si rares                             |                    |              |       |
| 20 octobre 1953   | 1re diff | Jean Marcillac     | Colin-maillard                                       |                    |              |       |
| 27 octobre 1953   | 1re diff | Jacques de Beaupré | Âmes qui vivent                                      |                    |              |       |
| 3 novembre 1953   | 1re diff |                    | Le sultan de la rue des Moines                       |                    |              |       |
| 3 novembre 1953   | 1re diff |                    | Fatalité                                             |                    |              |       |
| 3 novembre 1953   | 1re diff |                    | Un travail de romain                                 |                    |              |       |
| 3 novembre 1953   | 1re diff |                    | On demande une victime                               |                    |              |       |
| 17 novembre 1953  | 1re diff | Olga Lencement     | Le jongleur                                          | Alexandre Rivemale | Le jongleur  |       |
| 1er décembre 1953 | 1re diff | Nino Frank         | Vive la mariée !                                     |                    |              |       |
| 8 décembre 1953   | 1re diff | Jacques de Beaupré | Manque de pot                                        |                    |              |       |
| 22 décembre 1953  | 1re diff | Yvan Noé           | Porté disparu                                        |                    |              |       |
| 29 décembre 1953  | 1re diff | Jean-Pierre Conty  | Il court, il court le vison [ou Le manteau de vison] |                    |              |       |

### 1954
| Date de diffusion | Statut    | Auteur                                 | Titre                                                    | Auteur adapté      | Titre adapté        | Notes                     |
| ----------------- | --------- | -------------------------------------- | -------------------------------------------------------- | ------------------ | ------------------- | ------------------------- |
| 5 janvier 1954    | 1re diff  | François Billetdoux                    | Les nuages                                               |                    |                     |                           |
| 12 janvier 1954   | 1re diff  | Jean Marcillac                         | L’honorable monsieur Planterose                          |                    |                     |                           |
| 19 janvier 1954   | 1re diff  | Pierre Laroche                         | Miss Neptunia                                            |                    |                     | (annoncé)                 |
| 26 janvier 1954   | 1re diff  | Pierre Boileau & Thomas Narcejac       | Parole d’homme                                           |                    |                     |                           |
| 2 février 1954    | 1re diff  | Léo Malet                              | Détective privé                                          |                    |                     | (évoqué le 16 avril 57)   |
| 9 février 1954    | 1re diff  | Yves Jamiaque                          | La folie en tête                                         |                    |                     |                           |
| 16 février 1954   | 1re diff  |                                        | À deux doigts de sa perte                                |                    |                     |                           |
| 23 février 1954   | 1re diff  | Jean Cosmos                            | Le plus beau métier du monde                             |                    |                     |                           |
| 2 mars 1954       | 1re diff  | Jacques Decrest                        | Il est plus tard que tu ne crois                         |                    |                     | (évoqué le 11 novembre)   |
| 9 mars 1954       | 1re diff  |                                        | On a volé grand-mère                                     |                    |                     |                           |
| 16 mars 1954      | 1re diff  | Hélène Misserly                        | L’anneau de Stone Hill                                   |                    |                     |                           |
| 23 mars 1954      | 1re diff  | Yannick Boisyvon                       | Simplon Orient-Express                                   |                    |                     |                           |
| 30 mars 1954      | 1re diff  | René Guillot                           | La chasse du Diable                                      |                    |                     |                           |
| 6 avril 1954      | 1re diff  | Yves Jamiaque                          | Les amants de gouttière                                  |                    |                     |                           |
| 13 avril 1954     | 1re diff  | Yvan Noé                               | La mendigote                                             |                    |                     |                           |
| 20 avril 1954     | 1re diff  | François Timmory                       | Un bon tuyau pour un appartement                         |                    |                     |                           |
| 4 mai 1954        | 1re diff  |                                        | Croisière en Égypte                                      |                    |                     |                           |
| 11 mai 1954       | 1re diff  | Jean Marcillac                         | Vive la mariée ! [Une jeune fille blonde en robe de bal] |                    |                     |                           |
| 18 mai 1954       | 1re diff  | Alexandre Rivemale                     | Trabadoc et Rabalax                                      | Alexandre Rivemale | Trabadoc et Rabalax | (annoncé)                 |
| 25 mai 1954       | 1re diff  | Claude Gével / pseudo de Gustave Weill | Prix Goncourt                                            |                    |                     |                           |
| 1er juin 1954     | 1re diff  | Jacques de Beaupré                     | Musique douce                                            |                    |                     | (annoncé le 11 mai)       |
| 8 juin 1954       | 1re diff  |                                        | Vos rêves, Monsieur Jonas                                |                    |                     |                           |
| 15 juin 1954      | 1re diff  |                                        | Vive l’empereur                                          |                    |                     |                           |
| 22 juin 1954      | 1re diff  | Yvan Noé                               | Le mouton enragé                                         |                    |                     |                           |
| 29 juin 1954      | 1re diff  | Jean Frapat                            | Page, mon beau page                                      |                    |                     | (annoncé)                 |
| 6 juillet 1954    | 1re diff  | Yves Jamiaque                          | Le pigeonnier sur la montagne                            |                    |                     |                           |
| 13 juillet 1954   | 1re diff  | Pierre Laroche                         | Meurtre à la télévision                                  |                    |                     | (annoncé)                 |
| 20 juillet 1954   | 1re diff  | Jean Marcillac                         | La petite valise                                         |                    |                     | (annoncé)                 |
| 27 juillet 1954   | 1re diff  | Pierre Boileau & Thomas Narcejac       | Monsieur bien sous tous [les] rapports                   |                    |                     | (annoncé)                 |
| 7 septembre 1954  | 1re diff  | François Billetdoux                    | Un soir de demi-brume                                    |                    |                     | (annoncé le 27 juillet)   |
| 14 septembre 1954 | 1re diff  |                                        | Les biches                                               |                    |                     |                           |
| 21 septembre 1954 | 1re diff  | René Guillot                           | L’œil de verre                                           |                    |                     |                           |
| 28 septembre 1954 | 1re diff  | Hélène Misserly                        | Madrigal en Castille                                     |                    |                     | (annoncé) [Madrigar]      |
| 5 octobre 1954    | 1re diff  |                                        | L’enterrement de Cabassol                                |                    |                     |                           |
| 12 octobre 1954   | 1re diff  | Yves Jamiaque                          | Madame Roc ne reçoit plus                                |                    |                     | (évoquée le 12 10 54)     |
| 19 octobre 1954   | 1re diff  | Pierre Boileau & Thomas Narcejac       | Une preuve d’amour                                       |                    |                     | (annoncé)                 |
| 26 octobre 1954   | 1re diff  | Pierre Léaud                           | Mektoub                                                  |                    |                     | (annoncé)                 |
| 2 novembre 1954   | Rediffusé | Jean Cosmos                            | Le plus beau métier du monde                             |                    |                     |                           |
| 9 novembre 1954   | Rediffusé | Yves Jamiaque                          | La folie en tête                                         |                    |                     |                           |
| 16 novembre 1954  | Rediffusé | Jacques Decrest                        | Il est plus tard que tu ne crois                         |                    |                     |                           |
| 23 novembre 1954  | Rediffusé | Jean Marcillac                         | Colin-maillard                                           |                    |                     |                           |
| 30 novembre 1954  | 1re diff  | Pierre Véry                            | Le pont de la Tournelle                                  |                    |                     | (annoncé le 23)           |
| 7 décembre 1954   | 1re diff  | Yvan Noé                               | Crime imparfait                                          |                    |                     | (programmé le 2 novembre) |
| 14 décembre 1954  | 1re diff  | Roger-Francis Didelot                  | Affaire classée                                          |                    |                     | (annoncé le 7)            |
| 21 décembre 1954  | 1re diff  | Jean Bommart                           | Le gendarme du bout du monde                             |                    |                     | (annoncé le 7)            |
| 28 décembre 1954  | 1re diff  | Jean Marcillac                         | Le voyage enchanté                                       |                    |                     | (annoncé)                 |

### 1955
| Date de diffusion | Statut    | Auteur                           | Titre                             | Auteur adapté      | Titre adapté                  | Notes                    |
| ----------------- | --------- | -------------------------------- | --------------------------------- | ------------------ | ----------------------------- | ------------------------ |
| 4 janvier 1955    | 1re diff  | Louis Chavance                   | Le Chinois du Quartier Latin      |                    |                               | (annoncé le 21 12)       |
| 11 janvier 1955   | 1re diff  | René Lefèvre                     | La marmite                        |                    |                               | (annoncé)                |
| 18 janvier 1955   | 1re diff  | Jean Daleveze                    | Alerte au typhus                  |                    |                               | (annoncé)                |
| 25 janvier 1955   | 1re diff  | Yves Jamiaque                    | Les monte-en-l’air                |                    |                               |                          |
| 1er février 1955  | 1re diff  | Jacques Floran & André Maheux    | Pochette-surprise                 |                    |                               | (annoncé le 11 01)       |
| 8 février 1955    | 1re diff  | Pierre Véry                      | Le tir au pigeon                  | Claude Gével       |                               |                          |
| 15 février 1955   | 1re diff  | Roger Régent                     | Les perroquets vivent cent ans    |                    |                               | (annoncé)                |
| 22 février 1955   | 1re diff  | Pierre Boileau & Thomas Narcejac | Crime hors concours               |                    |                               | (annoncé)                |
| 1er mars 1955     | 1re diff  | Lucie Derain                     | Le rosier des eaux                |                    |                               | (annoncé)                |
| 8 mars 1955       | 1re diff  | Philippe Hébert                  | Ciment armé                       |                    |                               | (annoncé le 22 02)       |
| 15 mars 1955      | 1re diff  | Jean Bommart                     | Le mystère du Boisgrand           |                    |                               | (annoncé)                |
| 22 mars 1955      | 1re diff  | Nino Frank                       | Noces d’or                        |                    |                               | (annoncé)                |
| 29 mars 1955      | 1re diff  | Phạm Văn Kỳ                      | Le chien Mug                      |                    |                               |                          |
| 5 avril 1955      | 1re diff  | René Guillot                     | La flèche magique                 |                    |                               | (annoncé le 15 03)       |
| 12 avril 1955     | 1re diff  | Pierre Humbourg                  | Comédie italienne                 |                    |                               | (annoncé le 08 03)       |
| 19 avril 1955     | 1re diff  | Yannick Boisyvon                 | Le saut de la mort                |                    |                               |                          |
| 26 avril 1955     | Rediffusé | Pierre Boileau & Thomas Narcejac | Parole d’homme                    |                    |                               |                          |
| 3 mai 1955        | 1re diff  | Jacques Daniel-Norman            | L’aventure est au bout du fil     |                    |                               | (programmé le 26 avril)  |
| 10 mai 1955       | 1re diff  | Jean Marcillac                   | Mercredi minuit                   |                    |                               |                          |
| 17 mai 1955       | 1re diff  | Yves Jamiaque                    | Un homme si calme                 |                    |                               | (annoncé)                |
| 24 mai 1955       | 1re diff  | Jean Cosmos                      | La chance de Benny Morrisson      |                    |                               |                          |
| 31 mai 1955       | 1re diff  | Pierre Apesteguy                 | Le rendez-vous de l’Alma          |                    |                               | (annoncé)                |
| 7 juin 1955       | 1re diff  |                                  | Jamais deux sans trois            |                    |                               |                          |
| 14 juin 1955      | 1re diff  |                                  | La croisière de l’Anadyomène      |                    |                               |                          |
| 21 juin 1955      | 1re diff  |                                  | Une vie d’artiste                 |                    |                               |                          |
| 28 juin 1955      | 1re diff  | Pierre Boileau & Thomas Narcejac | Une vocation                      |                    |                               |                          |
| 5 juillet 1955    | 1re diff  | Thomas Narcejac                  | Le chien des Baskerville          | Arthur Conan Doyle | The Hound of the Baskervilles | (annoncé)                |
| 12 juillet 1955   | 1re diff  | Roger de Lafforest               | Samuel est mort deux fois         |                    |                               |                          |
| 19 juillet 1955   | 1re diff  | Hélène Misserly                  | Piège                             |                    |                               | (annoncé)                |
| 26 juillet 1955   | 1re diff  |                                  | Le point de mire                  |                    |                               |                          |
| 4 octobre 1955    | 1re diff  | Pierre Véry                      | On ne meurt qu’une fois           |                    |                               |                          |
| 11 octobre 1955   | 1re diff  | Yves Jamiaque                    | Son meilleur rôle                 |                    |                               | (annoncé)                |
| 18 octobre 1955   | 1re diff  | Yvan Noé                         | Kidnapping                        |                    |                               | (annoncé)                |
| 25 octobre 1955   | 1re diff  | Jean Marcillac                   | Mister Slim, horloger             |                    |                               | (annoncé)                |
| 1er novembre 1955 | 1re diff  | Phạm Văn Kỳ                      | La malédiction des sept félicités |                    |                               | (annoncé)                |
| 8 novembre 1955   | 1re diff  | Jean Bommart                     | Une sombre histoire               |                    |                               |                          |
| 15 novembre 1955  | 1re diff  | Lucien Plaissy                   | Une histoire à n’en pas revenir   |                    |                               |                          |
| 22 novembre 1955  | 1re diff  | Yannick Boisyvon                 | Le valet d’épée                   |                    |                               |                          |
| 29 novembre 1955  | 1re diff  | Roger Régent                     | Doña Isabel                       |                    |                               |                          |
| 6 décembre 1955   | 1re diff  | Hélène Misserly                  | Le signe des Gémeaux              |                    |                               |                          |
| 13 décembre 1955  | 1re diff  | Roger-Francis Didelot            | Le fauteuil des aveux             |                    |                               |                          |
| 20 décembre 1955  | 1re diff  | Jean Marcillac                   | Six gouttes d’huile               |                    |                               | (évoquée le 29 mai 1956) |
| 27 décembre 1955  | 1re diff  | Pierre Véry                      | Le Père Noël s’en va-t-en guerre  |                    |                               |                          |

### 1956
| Date de diffusion | Statut   | Auteur                                 | Titre                          | Auteur adapté         | Titre adapté | Notes                                     |
| ----------------- | -------- | -------------------------------------- | ------------------------------ | --------------------- | ------------ | ----------------------------------------- |
| 3 janvier 1956    | 1re diff | Roger de Lafforest                     | La mer des voiles mortes       |                       |              |                                           |
| 10 janvier 1956   | 1re diff | Pierre Apesteguy                       | Vivent les vacances !          |                       |              |                                           |
| 17 janvier 1956   | 1re diff | Jacques de Beaupré                     | Le bonheur des uns             |                       |              |                                           |
| 24 janvier 1956   | 1re diff | Guy Rotter                             | Souffler n’est pas jouer       |                       |              |                                           |
| 31 janvier 1956   | 1re diff | François Billetdoux                    | Plaidoyer pour un homme triste |                       |              |                                           |
| 7 février 1956    | 1re diff | François Billetdoux                    | Ne touchez pas à la vérité     | Henri-Charles Richard |              |                                           |
| 14 février 1956   | 1re diff | Jean Bommart                           | Une prison modèle              |                       |              |                                           |
| 21 février 1956   | 1re diff | Pierre Rolland                         | Et que ça saute                |                       |              | [1]                                       |
| 28 février 1956   | 1re diff | René Guillot                           | Minouche                       |                       |              |                                           |
| 6 mars 1956       | 1re diff | Claude Gével / pseudo de Gustave Weill | Scandales                      |                       |              |                                           |
| 13 mars 1956      | 1re diff | Pierre Véry                            | Les clients de la Noctiluque   |                       |              |                                           |
| 20 mars 1956      | 1re diff | Yvan Noé                               | Chasse à l’homme               |                       |              |                                           |
| 27 mars 1956      | 1re diff | Philippe Hébert                        | Chat perché                    |                       |              |                                           |
| 3 avril 1956      | 1re diff | Jean Cosmos                            | Lewis au pays des merveilles   |                       |              |                                           |
| 10 avril 1956     | 1re diff | Charles Maître                         | Avec fleurs et couronnes       |                       |              |                                           |
| 17 avril 1956     | 1re diff | Jean Marcillac                         | Un malhonnête homme            |                       |              |                                           |
| 24 avril 1956     | 1re diff | Jacques Floran & Henry Grangé          | Le roi du jour                 |                       |              | (évoquée le 13 novembre 1956)             |
| 1er mai 1956      | 1re diff | Claude Berlioz                         | Assurance-vie                  |                       |              | (annoncé)                                 |
| 8 mai 1956        | 1re diff | Pierre Boileau & Thomas Narcejac       | La belle                       |                       |              |                                           |
| 15 mai 1956       | 1re diff | Jean Bommart                           | Une balle perdue               |                       |              |                                           |
| 22 mai 1956       | 1re diff | Yves Jamiaque                          | Le week-end de monsieur Fine   |                       |              | (annoncé)                                 |
| 29 mai 1956       | 1re diff | Jean Marcillac                         | Le nuage noir                  |                       |              |                                           |
| 12 juin 1956      | 1re diff | Pierre Humbourg                        | La tournée du Grand-duc        |                       |              | (annoncé)                                 |
| 19 juin 1956      | 1re diff | Yvan Noé                               | Le marié n’est pas à la noce   |                       |              |                                           |
| 26 juin 1956      | 1re diff | Claude Gével / pseudo de Gustave Weill | L’assassin n’est pas coupable  |                       |              |                                           |
| 3 juillet 1956    | 1re diff | Hélène Misserly                        | Le cadavre dans l’armoire      |                       |              | (annoncé)                                 |
| 10 juillet 1956   | 1re diff | René Guillot                           | La mort et le malin            |                       |              | (programmé le 19-06)                      |
| 17 juillet 1956   | 1re diff | Paul Vandenberghe                      | Ne jouez pas avec le feu       |                       |              |                                           |
| 24 juillet 1956   | 1re diff | Yves Jamiaque                          | Le temps du magot              |                       |              |                                           |
| 31 juillet 1956   | 1re diff | Jean Cosmos                            | Des orchidées pour Stepanich   |                       |              |                                           |
| 7 août 1956       | 1re diff |                                        | Annabelle s’habille mal        |                       |              | (annoncé)                                 |
| 2 octobre 1956    | 1re diff |                                        | Flirt avec la mort             |                       |              |                                           |
| 9 octobre 1956    | 1re diff | René Guillot                           | K.S. 33                        |                       |              | (évoquée le 5 février 57 - le 9 avril 57) |
| 16 octobre 1956   | 1re diff | Pierre Véry                            | Mon copain l’assassin          |                       |              |                                           |
| 30 octobre 1956   |          |                                        | Il est passé par ici…          |                       |              |                                           |
| 6 novembre 1956   | 1re diff | Jean Chatenet                          | Beaucoup de bruit pour rien    |                       |              | date hypothétique (évoquée le 9 avril 57) |
| 13 novembre 1956  | 1re diff | Henry Grangé                           | L’honorable monsieur Bouscat   |                       |              | [Henri ?]                                 |
| 20 novembre 1956  | 1re diff | Phạm Văn Kỳ                            | La charmeuse de serpents       |                       |              |                                           |
| 27 novembre 1956  | 1re diff | Yannick Boisyvon                       | Quand sonnera minuit           |                       |              |                                           |
| 4 décembre 1956   | 1re diff | Roger-Francis Didelot                  | La course aux cailloux         |                       |              |                                           |
| 11 décembre 1956  | 1re diff | Yvan Noé                               | Mariage de raison              |                       |              |                                           |
| 18 décembre 1956  | 1re diff | Raoul Praxy                            | La victime                     |                       |              | [2e version]                              |
| 25 décembre 1956  | 1re diff | Gilbert Sigaux                         | Le passant de Saint-Sauveur    |                       |              | (annoncé)                                 |

### 1957
| Date de diffusion | Statut   | Auteur                                 | Titre                                        | Auteur adapté | Titre adapté | Notes                   |
| ----------------- | -------- | -------------------------------------- | -------------------------------------------- | ------------- | ------------ | ----------------------- |
| 1er janvier 1957  | 1re diff | Phạm Văn Kỳ                            | Le spectre à cheval                          |               |              |                         |
| 8 janvier 1957    | 1re diff | Philippe Hébert                        | Capital décès                                |               |              | (annoncé)               |
| 15 janvier 1957   | 1re diff | Yves Jamiaque                          | Petit agneau                                 |               |              | (annoncé)               |
| 22 janvier 1957   | 1re diff | Jean Marcillac                         | Le pavillon de Rueil                         |               |              | (annoncé)               |
| 29 janvier 1957   | 1re diff | Jean Chatenet                          | Les passagers du Fidélio                     |               |              | (évoquée le 9 avril 57) |
| 5 février 1957    | 1re diff | René Guillot                           | Hallali !                                    |               |              |                         |
| 12 février 1957   | 1re diff | Yvan Noé                               | Les morts ne sont pas curieux                |               |              | (annoncé)               |
| 19 février 1957   | 1re diff | Henry Grangé                           | L’avocat du Diable                           |               |              | (annoncé)               |
| 26 février 1957   | 1re diff | Charles Maître                         | Vendredi 13, jour de chance                  |               |              | (annoncé)               |
| 5 mars 1957       | 1re diff | Claude Gével / pseudo de Gustave Weill | La nuit du 15 juin                           |               |              | (annoncé)               |
| 12 mars 1957      | 1re diff | Jean Lullien                           | Malédiction                                  |               |              | (annoncé)               |
| 19 mars 1957      | 1re diff | Suzanne Édith Peumery                  | Ralentir, danger                             |               |              | (annoncé)               |
| 2 avril 1957      | 1re diff | Hélène Misserly                        | Le jeu de la vérité                          |               |              |                         |
| 9 avril 1957      | 1re diff | Jean Chatenet                          | Nocturne pour un pauvre diable               |               |              |                         |
| 16 avril 1957     | 1re diff | Léo Malet & Ralph Messac               | Contredanse pour maître chanteur             |               |              |                         |
| 23 avril 1957     | 1re diff | Yves Jamiaque                          | La chasse au rat                             |               |              | (programmé le 26 mars)  |
| 30 avril 1957     | 1re diff | Phạm Văn Kỳ                            | Phare à vendre                               |               |              |                         |
| 7 mai 1957        | 1re diff | Charles Maître                         | Sincères condoléances                        |               |              |                         |
| 14 mai 1957       | 1re diff | Roger-Francis Didelot                  | L’explosion                                  |               |              |                         |
| 21 mai 1957       | 1re diff | Roger de Lafforest                     | La galerie des automates                     |               |              |                         |
| 28 mai 1957       | 1re diff | Jean Lullien                           | Le rendez-vous de Frédéric                   |               |              |                         |
| 4 juin 1957       | 1re diff | Jean Chatenet                          | Rue des Martyrs                              |               |              |                         |
| 11 juin 1957      | 1re diff | Claude Gével / pseudo de Gustave Weill | Aveux spontanés                              |               |              |                         |
| 18 juin 1957      | 1re diff | Jean Marcillac                         | Le monstre vert                              | Louis Roubaud |              |                         |
| 25 juin 1957      | 1re diff | Jean Cosmos                            | La fine équipe                               |               |              |                         |
| 2 juillet 1957    | 1re diff | Yvan Noé                               | L’ombre                                      |               |              |                         |
| 9 juillet 1957    | 1re diff | Pierre Véry                            | Snouk ou Le rendez-vous des enfants prodiges |               |              |                         |